# Station Årnes
Station Årnes is een station in Årnes in de gemeente Nes in fylke Viken  in  Noorwegen. Het station ligt aan Kongsvingerbanen. Het stationsgebouw dateert uit 1862 en is een ontwerp van de Duitse architecten Heinrich Ernst Schirmer en Wilhelm von Hanno. 